# Dendewiin Pürewdordsch
Dendewiin Pürewdordsch (mongolisch Дэндэвийн Пүрэвдорж; * 1933; † 2009) war ein mongolischer Schriftsteller und Poet.

## Werk
Bereits als Zwanzigjähriger veröffentlichte er 1953 seine ersten beiden Gedichtbände. Im Mittelpunkt seines thematisch breit gefächerten poetischen Schaffens steht der Mensch mit seinen vielfältigen sozialen Beziehungen und Konflikten. Bereits in den 1950er Jahren erschienen weitere Gedichtbände des sehr produktiven Lyrikers, der die moderne mongolische Dichtung über ein halbes Jahrhundert wesentlich bereicherte: „Lied des Frühlings“ (1956), „Fünf Sterne“ (1957) und „Rote Funken“ (1958). Poeme wie „Das Leuchten der Steppe“  (1960) und „Der Falke“ (1960) folgten. Mit „Mein Name ist Mongole“ (1961), dem Poem „Schwarzer Schnee“ (1968, Auszug dt. 1981) und „Hier spricht Buchenwald“  (1973) erweist sich Pürewdordsch als Patriot wie auch als Gegner von Krieg und Faschismus.
Pürewdordsch ist Schöpfer gedanklich tiefer Natur- und Liebesgedichte wie „Naadam im Sum“ (1963) über das Nationalfest der Mongolen, „Hundert Bäume“ (1967) und „Die Gemahlin“ (1972). Beliebt beim mongolischen Leser sind auch viele Gedichte und Poeme aus Gedichtbänden wie „Die geflügelte weiße Jurte“ (1965), „Der Weg in die Sonne“ (1970), „Tee im Freien“ (1973), „Der weiße Berg Bogd“ (1976) und „Sterne in der Hand“ (1982). Höhepunkte im Schaffen des Dichters in den 1980er Jahren sind neben dem Poem „Götter und Menschen“ (1986) die Gedichte des Bandes „Ein Terleg aus blauer Baumwolle“ (1983). Viele seiner Natur- und Liebesgedichte wurden vertont zu Volksliedern und belegen das vielseitige dichterische Talent Pürewdordschs.
Im Zuge der auf Befehl Moskaus abgebrochenen Feierlichkeiten zum 800. Geburtstag des mongolischen Staatsgründers Dschingis Khan geriet Pürewdordsch mit dem gleichnamigen Gedicht (1962) in die Kritik, die er öffentlich zurückwies. Das Poem wurde schließlich 1990 zum 750. Jahrestag der „Geheimen Geschichte“ mit großem Erfolg aufgenommen.
Auch seinen Libretti liegen historische bzw. folkloristische Sujets zugrunde, so für das erste mongolische Musical „Der nackte Fürst“ (1985) und für die 2002 uraufgeführte, erfolgreiche Oper „Charchorin“ (= Karakorum) über die Geschehnisse im Zentrum des mongolischen Reiches unter den Nachfolgern Dschingis Khans.

## Kritik
Pürewdordschs Lyrik zeichnet sich durch ideelle und poetische Dichte, meisterhafte Sprachgestaltung und außergewöhnliche Emotionalität aus. Er nahm viele Anregungen aus der modernen Weltlyrik auf, bleibt aber stets den Traditionen der nationalen Poesie verpflichtet und entwickelt sie weiter. Neben Begdsiin Jawuuchulan gilt Pürewdordsch als Hauptvertreter der „Goldenen Generation“, wie die besten Lyriker der 1950er bis zum Beginn der 1980er Jahre gern genannt werden.

## Übersetzungen
- in: Verhangen war mit Tränenrauch. Gedichte gegen Faschismus und Krieg, (Ost-)Berlin 1981
- in: Klaus Oehmichen, Zehn mongolische Dichter, Mongolische Notizen, Heft 17/2008
- in: Es wandern die Zeiten unter dem Ewigen Himmel. Eine Perlenkette mongolischer Dichter, Leipzig 2014